# Assassinatos em série em Claremont
Os assassinatos em série de Claremont foi o nome que a mídia deu ao caso envolvendo o desaparecimento de uma mulher australiana de 18 anos e a morte de outras duas de 23 e 27 anos, entre os anos de 1996 e 1997. Após irem a várias boates em Claremont, um bairro rico de Peth, as três mulheres desapareceram sob circunstâncias similares, levando a policia a suspeitar de um assassino em série não identificado. O caso foi descrito como o maior, que mais durou e com a investigação mais cara de todo o estado.
Em 2016, um suspeito chamado Bradley Robert Edwards foi preso. Ele foi mantido em prisão preventiva até seu julgamento, que começou em novembro de 2019 e terminou em 25 de junho de 2020, depois de sete meses escutando e vendo provas de mais de 200 testemunhas. Em 24 de setembro de 2020, ele foi considerado culpado pelos assassinatos de Jane Rimmer e Ciara Glennon e inocente pelo assassinato de Sarah Spiers cujos restos mortais ainda não foram encontrados. Em 23 de dezembro de 2020, ele foi sentenciado a prisão perpétua com possibilidade de condicional em quarenta anos.

## História
O caso começou com o desaparecimento de Sarah Spiers, 18, em 27 de janeiro de 1996, depois que ela saiu do Club Bayview no centro de Claremont, apoximadamente as 2:00 horas da manhã. As 2:06, Sarah ligou para a companhia de transporte Swan Taxis de um telefone público. Por mais que ela estivesse morando em South Perth com sua irmã mais velha na época, ela pediu para ser levada para o subúrbio perto de Mosman Park. Ela foi vista depois esperando sozinha perto da esquina da Stirling Road com a Stirling Highway por três testemunhas que também mencionaram ter visto um carro não identificado parando onde ela estava esperando. Porém, ela não não estava no local quando o taxi chegou as 2:09 da manhã. Seu desaparecimento atraiu uma atenção massiva da mídia e seu paradeiro permanece desconhecido.
Nas primeiras horas de domingo, 9 de junho de 1996, Jane Rimmer, 23, de Shenton Park, também desapareceu na mesma parte de Claremont. Assim como Sarah, ela também estava socializando com amigos na noite anterior. Os amigos de Jane disseram que eles haviam saído do Ocean Beach Hotel e foram para o Continental Hotel e depois para o Club Bayview. Percebendo a grande fila na boate, seus amigos pegaram um taxi e foram para casa, mas Jane optou por ficar e foi vista pela última vez pelas câmeras de segurança esperando do lado de fora do Continental Hotel as 00:04 da manhã. Cinquenta e cinco dias depois, em um domingo, 3 de agosto de 1996, seu corpo nu foi encontrada a quarenta quilômetros ao sul em um local com muitos arbustos perto da Woolcoot Road em Wellard por uma família que estava pegando flores silvestres.
Nove meses depois, nas primeiras horas de um sábado, 15 de março de 1997, Ciara Glennon, uma advogada de 27 anos de idade de Mosman Park, também desapareceu da área de Claremont. Assim como as outras, ela estava com os amigos no Continental Hotel e decidiu voltar para casa sozinha. Três homens em um ponto de ônibus viram Ciara andando para o sul pela Stirling Highway aproximadamente as 00:30 da manhã, e um observador interagiu com um veículo não identificado de cor clara que parou perto dela. Dezenove dias depois, em 3 de abril, seu corpo seminu  foi achado próximo a uma trilha a 40 quilômetros ao norte em Eglinton.

## Investigação
Dentro de 48 horas do desaparecimento de Sarah, o caso foi assumido pelo Major Crimes Squad (esquadrão de crimes graves). Depois do desaparecimento de Jane, a polícia do estado organizou uma força-tarefa especial, chamada de Macro, para investigar os dois casos similares. Depois do desaparecimento de Ciara, a polícia confirmou que eles estavam atrás de um assassino em série e o governo do estado ofereceu uma recompensa de $250.000 (duzentos e cinquenta mil dólares), a maior já oferecida pelo estado na época.
As suspeitas iniciais eram em torno dos veículos não identificados vistos em duas localizações, e um homem não identificado visto pelas gravações de câmeras de segurança. Após, as suspeitas foram focadas nos motoristas de táxi de Perth, já que as mulheres foram vistas por último em circunstâncias em que poderiam ter usado táxis. Isso incluiu o motorista que disse ter transportado Sarah na noite anterior ao seu desaparecimento. A polícia colheu as digitais e fez testes de DNA nos milhares de motoristas de táxi licenciados da Austrália Ocidental. Sabendo da existência de motoristas sem licença, o padrão de busca da polícia aumentou e 78 motoristas com históricos criminais significativos foram suspensos. Padrões ainda mais elevados foram aplicados para verificar os carros dos motoristas suspensos. Em dezembro de 2015, os investigadores finalmente revelaram que as fibras retiradas do corpo de Jane foram identificadas como vindo de um Holden Commodore, um dos carros visto naquela noite.
A Macro atraiu tanto críticas quanto elogios pelo jeito com que estavam lidando com o caso. No seu ápice, a força-tarefa tinha 100 membros divididos entre 10 equipes. Para evitar vazamentos, protocolos rígidos foram implementados e os detalhes sobre as mortes foram escondidos. Uma das táticas usadas pela Macro foi a controversa distribuição de questionários para 110 "pessoas de interesse". Os questionários possuíam perguntas como "Você é o assassino?". Outra, foi a dependência em experts de outros países e o uso de detectores de mentira importados. Tempos depois um dos oficiais da Macro aceitou a oferta de David Bimie para ajudar nas investigações. A macro também foi criticada pelo seu demasiado foco no suspeito inicial mesmo sem ter evidências (assim como ocorreu nos casos de Andrew Mallard e Lloyd Rayney). Durante sua existência, a macro foi vistoriada 11 vezes, inclusive uma em agosto de 2004 comandada por Paul Schramm, policial que liderou a investigação de Snowtown. Em setembro de 2005 a força-tarefa foi desfeita e a investigação foi para o Esquadrão de Crimes Especiais.

## Suspeito
Em abril de 1998, um servidor público de Cottesloe, Lance Willians, 41, foi identificado como o principal suspeito da polícia depois de seu comportamento chamar atenção (como exemplo, dirigir e circular por Claremont na área dos crimes até 30 vezes) durante uma operação com agentes disfarçados. Mesmo depois de meses sob pressão e observação da polícia, ele continuou alegando inocência. Depois de um total de 6 interrogatórios, a polícia declarou no final de 2008 que ele "não era mais uma pessoa de interesse". Ele morreu em 2018.
Os registros dizem que a polícia também investigou se Bradley Muroch poderia ter algum envolvimento, embora Murdoch estivesse preso de novembro de 1995 a fevereiro de 1997. Em outubro de 2006, também foi anunciado que Mark Dixie era o principal suspeitos dos assassinatos, e que a Macro havia pedido amostras de DNA. Mas o comissário de polícia da Austrália Ocidental, Murray Lampard, disse mais tarde "Dixie foi investigado minuciosamente na época e eventualmente eliminado como suspeito."
Em 22 de dezembro de 2016, Bradley Robert Edwards (nascido em 1968) foi preso em sua casa em Kewdale por ter relação com a morte de Jane e Ciara. No dia seguinte ele foi acusado de ambos os assassinatos. De acordo com o canal de notícias australiano ABC News, acreditava-se que ele não tinha nenhuma ligação prévia com o caso, ainda que tivesse se declarado culpado de agressão agravada a um assistente social no hospital Hollywood em 7 de maio de 1990. Ele também foi acusado outros dois ataques: invasão domiciliar e detenção ilegal de uma mulher de 18 anos em Huntingdale em 15 de fevereiro de 1988 (quando um quimono com seu DNA foi derrubado quando o agressor fugiu), e a detenção ilegal com duas penetrações sexuais não consentidas com agravantes de uma menina de 17 anos de idade em Claremont em 12 de fevereiro de 1995. Em 22 de fevereiro de 2018, Edwards também foi acusado de homicídio doloso da primeira vítima, Sarah Spiers. Ao todo, Edwards foi acusado de oito crimes, e em 21 de outubro de 2019, Edwards se declarou culpado das cinco acusações que não eram de homicídio (no cemitério de Karrakatta e Huntingdale).

### Julgamento
Antes do julgamento, a promotoria pediu para que Edwards fosse julgado apenas pelo juiz, sem o júri. O pedido foi concedido por causa da popularidade que o caso ganhou e pelo fato das provas possuírem imagens explícitas. O julgamento dos homicídios começou em 25 de novembro de 2019 com o juiz Stephen Hall da suprema corte de justiça. Durante o julgamento, foi dito a corte que duas das vítimas tinham lesões de defesa. O DNA de Edwards também foi achado embaixo das unhas de Glennon (e batia com o do quimono). Mesmo assim a defesa argumentou que as provas haviam sido contaminadas no laboratório.
Umas das principais evidências era o carro da empresa em que Edwards trabalhava. Na época ele era técnico da Telstra  e a promotoria alegou que ele teria usado veículos da empresa depois de seu expediente para cometer os crimes. Isso foi corroborado por uma testemunha, um segurança, que se lembra de ver um veículo da Telstra estacionado no cemitério de Karrakatta em múltiplas ocasiões "sem motivo aparente", tanto depois do ataque de 1995 quanto antes do desaparecimento de Spiers em 1996. De acordo com o promotor Carmel Barbagallo, o Estado apresentou essa evidência como parte do caso chamado "Telstra Living Witness project" onde, entre 1995 e 1997, um homem com um carro da Telstra parava para olhar para mulheres e oferecer caronas.
Durante o julgamento uma testemunha do grupo de homens apelidados "Burguer Boys" identificou uma perua Series 1 VS Commodore passando por eles logo depois de Glennon. O veículo possuía calotas com formatos de gotas, o que estava presente em alguns modelos Series 1 VS Commodore. Entre abril de 1996 e dezembro de 1998, Edwards dirigiu uma perua branca com a logo da Telstra. O veículo foi rastreado e aprisionado no mesmo dia em que Edwards foi preso. Durante a audiência, foi revelado que fibras do carpete da parte de trás do veículo de Edwards, eram compatíveis com fibras achadas nos corpos de Rimmer e Glennon. A defesa alegou que essas fibras poderiam ter vindo de outro veículo que não estava no banco de dados.
O julgamento foi concluído em 25 de junho de 2020, depois de 7 meses de audiências e evidências de mais de 200 testemunhas. Quando o juiz se retirou para decidir o veredito do caso, disse que o resultado seria, potencialmente, entregue antes da prisão preventiva de Edwards acabar em 24 de setembro de 2020. No último dia de prisão, Stephen Hall entregou um documento com o veredito escrito em 619 páginas, onde Edwards foi culpado pelos homicídios de Rimmer e Glennon mas não de Spiers (ainda que fosse "mais provável" que Edwards estivesse envolvido em seu desaparecimento, do que não). Em 23 de dezembro de 2020 Edwards foi sentenciado a prisão perpétua com possibilidade de condicional depois de 40 anos. Hall disse que há uma "alta chance" dele morrer na prisão.

## Possíveis casos relacionados
Foi sugerido pelo jornalista Liam Bartlett que Spiers provavelmente não foi a primeira vítima. Ele escreveu que a polícia falou para os pais de uma quarta mulher desaparecida, Julie Cutler de 22 anos, que sua filha provavelmente era uma vítima do assassino de Claremont. Cutler, uma universitária de Fremantle, desapareceu após sair de seu emprego no Parmelia Hilton Hotel em Perth as 9:00 da noite no dia 20 de junho de 1988. Seu carro foi achado dentro d'água perto de Groyne na Cottesloe Beach dois dias depois. Seu paradeiro permanece desconhecido.
Outro possível caso inclui o de Lisa Brown,19, uma profissional do sexo que desapareceu no dia 10 de novembro de 1998, e Sara McMahon, 20, que desapareceu em 8 de novembro de 2000.

## Observações
1. ↑  A vítima foi levada do Rowe Park pouco depois de sair do Clube Bay View. Ela foi amarrada, estuprada, despida e abandonada no Cemitério de Karrakatta. Em 2009 evidências de DNA ligaram esse caso ao de Glennon.